# Joy Crookes
Joy Elizabeth Akther Crookes, née le 9 octobre 1998, est une auteure-compositrice-interprète britannique, avec des origines familiales irlandaises et bangladaise. Elle évoque dans ses œuvres son milieu d'origine, son entourage, sa culture, ses racines du sud de Londres et son identité.

## Biographie

### Enfance et formation
Joy Crookes naît dans le quartier de Lambeth, dans le grand Londres, le 9 octobre 1998, d'une mère bangladaise-bengalie originaire de Dacca et d'un père irlandais originaire de Dublin. Sa mère tenait une petite entreprise de restauration et livrait des sandwichs dans des sociétés : dans l’une de ces sociétés, elle a rencontré son futur mari, un ingénieur,,. La famille de Joy Crookes vit dans le quartier d'Elephant and Castle, où elle passe huit ans dans une école primaire publique catholique. Elle s'intéresse au chant après avoir participé à un atelier de jazz et de blues, et à l'âge de 13 ans, elle commence à publier des reprises de Laura Marling et de reggae sur YouTube. Elle grandit dans une famille où personne ne joue d’instrument, mais où son père diffuse de la musique en permanence :  « Mon père voulait me donner une véritable éducation. De Nick Cave à King Tubby en passant par toute cette musique pakistanaise. Il me disait : "C'est de l'autre bout du monde, tu devrais écouter ça" » Elle se nourrit aussi des clips sur MTV  et de la musique des différentes communautés de son quartier. Elle indique, sur les principales musiques entendues au sein de sa famille : « Ce que j’aime dans la musique bengalie et irlandaise, c’est qu’elles sont toutes les deux des musiques contestataires où la poésie et la littérature tiennent une place importante ». À l'adolescence, elle apprend seule à jouer de la guitare, du piano et de la basse, avant d'écrire ses propres compositions musicales. À l'âge de 14 ans, ses parents se séparent et elle déménage avec sa mère à Ladbroke Grove.

### Carrière
En avril 2013, elle met en ligne sur YouTube une reprise de Hit the Road Jack de Ray Charles. La vidéo attire l'attention de plus de 600 000 personnes, dont notamment de celui qui va devenir son manager. Finalement, pendant un an, elle part vivre dans le quartier de Notting Hill, participant à sa vie nocturne : « J’avais 15-16 ans, j’allais aux jams du dimanche au Mau Mau Bar et buvais des Red Stripe, et je montais sur scène pour chanter des titres de Max Romeo. » Elle participe aussi à des sessions « Open Mic » (« micro ouvert ») du club du saxophoniste ténor Ronnie Scott.

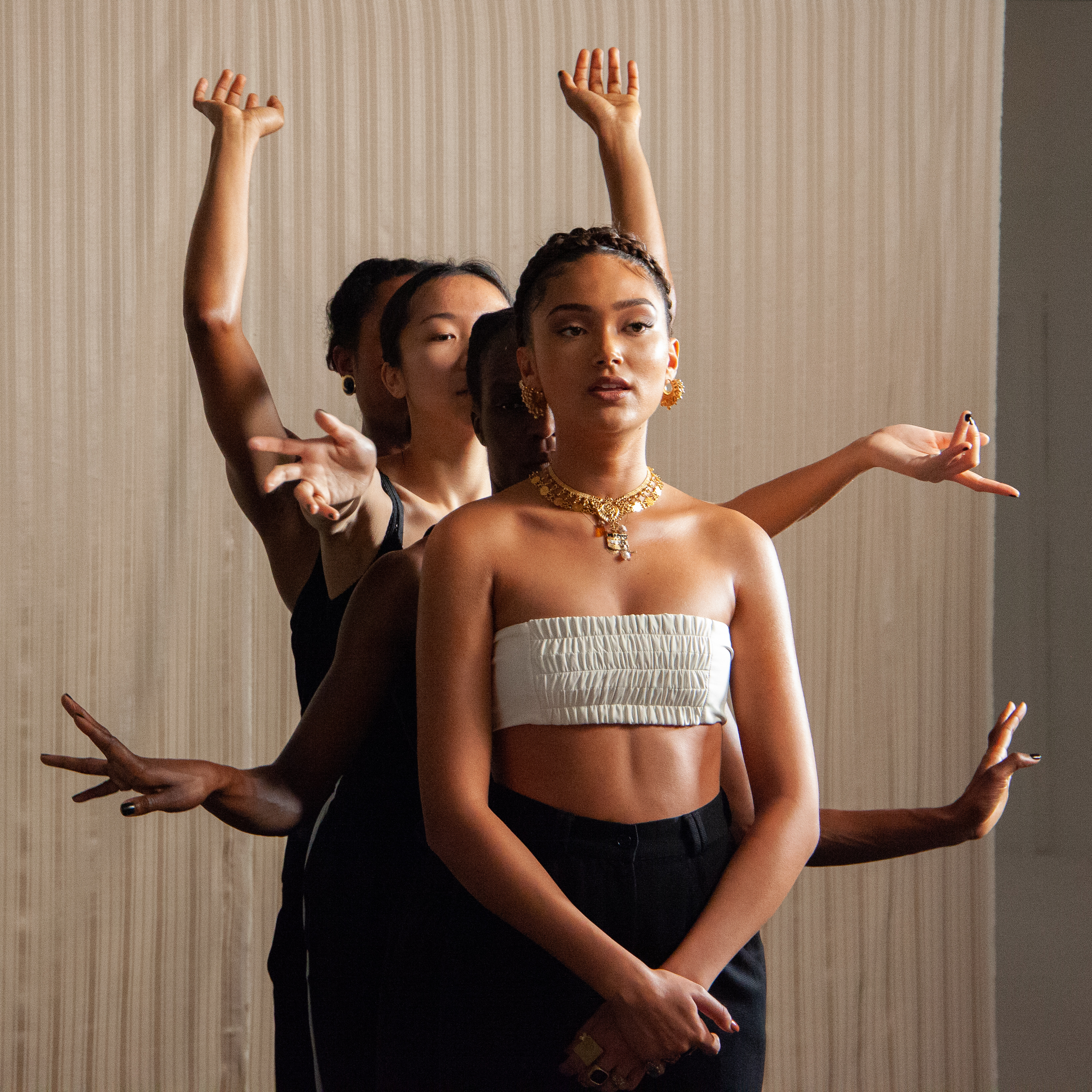
En 2018

À l'âge de 17 ans, Crookes sort son premier single New Manhattan, en février 2016, ainsi que Sinatra en août 2016 et Bad Feeling en juin 2017. New Manhattan est une chanson d'amour, nommée d'après le quartier de Bruxelles. Pip Williams écrit dans Line of Best Fit : « tout comme [son] son, [le clip] mélange le classique et le contemporain, couvrant l'auditeur de nostalgie tout en le taquinant avec des indices de quelque chose de tout à fait nouveau ».
Elle publie son premier EP, Influence, en juillet 2017. Cet EP dure moins de 20 minutes et comprend cinq titres : Sinatra, Bad Feeling, New Manhattan, Mother May I Sleep With Danger ? et Power. Elle interprète Mother May I Sleep With Danger ? avec son guitariste Charles J Monneraud sur la plateforme COLORS, en décembre 2017,(en novembre 2019, la vidéo en est à plus de huit millions de vues sur YouTube). Elle y porte  un T-shirt à l’effigie de Frida Kahlo. « C’est la première femme célèbre à laquelle je me suis identifiée, physiquement et culturellement. Parce que les fondamentaux de sa vie ressemblent beaucoup au mien : elle était mexicano-allemande (soit un mélange aussi étrange que le mien), issue de deux religions différentes, de deux cultures différentes… C’est elle qui m’a encouragé à me dire : “ Fuck this, je n’ai pas besoin de faire semblant d’être autre chose que moi-même”. ». Elle déclare à la BBC qu'elle a écrit la chanson toute seule le jour du Nouvel An 2017 et qu'elle a commencé à la jouer en tournée, ajoutant : « La vidéo a vraiment tout changé. Pendant les six mois qui ont suivi, partout où j'allais, les gens me disaient : "Vous êtes Joy de Colors ?" ».
Joy Crookes sort le single Don't Let Me Down avec un clip d'accompagnement en novembre 2018, avant de sortir son deuxième EP, Reminiscence, en janvier 2019,. Clare O'Shea de The Line of Best Fit décrit cet EP comme « une collection de cinq titres distincts mêlant pop, R&B et soul ». L'EP comprend Man's World, Lover Don't, Don't Let Me Down, For a Minute ainsi que la chanson Two Nights. Joy Crookes fait sa première apparition dans Vogue (édition britannique) en mars 2019, avant de sortir les singles Since I Left You (« une chanson de rupture dépouillée et obsédante », ainsi que London Mine en avril 2019. Ce titre « célèbre les personnes invisibles et la façon dont Londres n'appartient à personne et à tout le monde », déclare-t-elle. « C'est une célébration des immigrants qui composent ce pays ».
Elle sort son troisième EP, Perception, la veille du mois de juin 2019. L'EP comprend cinq titres : Hurts, No Hands, London Mine, Since I Left You et Darkest Hour. Elle fait sa première apparition au festival de Glastonbury durant ce même mois de juin 2019. En septembre 2019, Crookes auto-produit la sortie de Yah / Element, associant et enchaînant deux titres, Yah et Element de Kendrick Lamar, avant d'annoncer sa tournée en tête d'affiche en Europe pour octobre 2019. Elle sort le single Early avec l'artiste hip-hop irlandais Jafaris début octobre, qui atteint la première place du classement des artistes asiatiques au Royaume-Uni. Joy Crookes fait sa première apparition à la télévision en interprétant Early avec Jafaris dans l'émission Later... with Jools Holland en novembre 2019. Elle fait également une apparition dans la série télévisée musicale irlandaise Other Voices en novembre 2019 et est présélectionnée pour le prix de l'étoile montante aux Brit Awards 2020. Elle est placée en quatrième position dans Sound of 2020, un sondage annuel de la BBC auprès de 170 critiques musicaux qui prédisent les percées de l'année à venir. Elle est louée pour ses « histoires du sud de Londres remplies d'esprit et de romance ».
D'autres enregistrements et singles suivent dont Feet Don't Fail Me Now en juin 2021. Ce titre sert de single principal à son premier album, Skin, qu'elle annonce en même temps que la sortie de son titre en août 2021. Cet album Skin comprend 13 titres,.
Elle est quelquefois comparée, comme artiste soul, à Amy Winehouse, ce à quoi elle répond: « Me comparer à Amy est un très beau compliment, mais ma voix a plus été formée par celles de Billie Holiday ou de Nina Simone, des chanteuses noires. Je crois d’ailleurs qu’Amy a aussi été influencée par elles. ».

## Discographie

### EP
- 2017 : Influence
- 2019 : Reminiscence
- 2019 : Perception

### Album
- 2021 : Skin
- 2025 : Juniper

## Distinctions

### Nominations
- Brit Awards 2020 : Rising Star Award
- Brit Awards 2022 : Meilleur artiste pop/R&B, Meilleur nouvel artiste